# PFK Montana
Der PFK Montana (bulgarisch ПФК Монтана) ist ein Fußballverein in Montana, der momentan in der zweithöchsten bulgarischen Spielklasse, der B Grupa spielt. Der bulgarische Fußballspieler Stilijan Petrow begann seine Karriere beim PFK Montana.

## Geschichte
Der Verein wurde am 20. März 1947 unter dem Namen FC Christo Michailow gegründet. Zwischen 1957 und 1990 spielte der Verein unter dem Namen FC Septemwrijska Slawa. Seit 1990 hat der Verein den Namen PFK Montana.
Bis zum Aufstieg 2009 spielte der PFK Montana schon einmal drei Spielzeiten (1994–1997) in der A Grupa. Die bisher beste A Grupa Platzierung des Vereins war in der Saison 1995/96 der neunte Platz.

## Stadion
Der PFK Montana trägt seine Spiele im Ogosta-Stadion aus, das 8.000 Plätze hat.

## Spieler

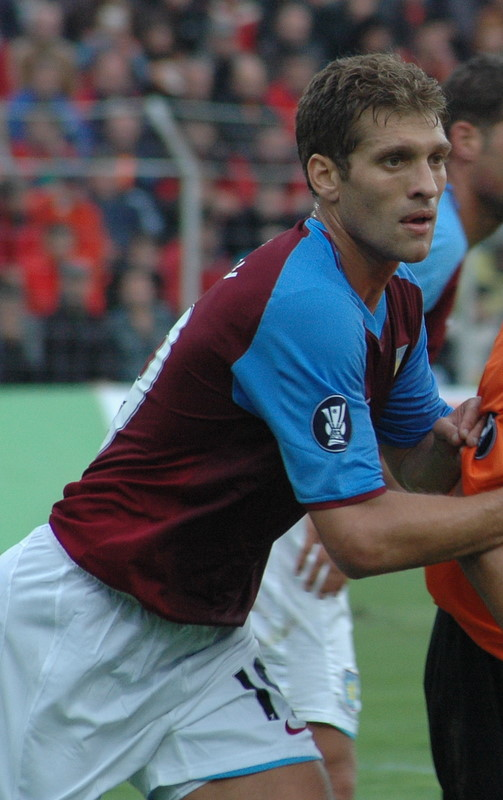
Stillian Petrow

- Todor Pramatarov (1989–1990, 1994, 1995–1996)
- Angel Chervenkov (1994–1996)
- Ilia Gruev (1995–1996)
- Stilian Petrow (1995–1997)
- Júlio César Mendes Moreira (2009)